# Rue Guérin-Boisseau
La rue Guérin-Boisseau est une voie du 2e arrondissement de Paris, en France.

## Situation et accès
La rue Guérin-Boisseau est une voie publique située dans le 2e arrondissement de Paris. Elle débute au 31, rue de Palestro et se termine au 184, rue Saint-Denis.

## Origine du nom

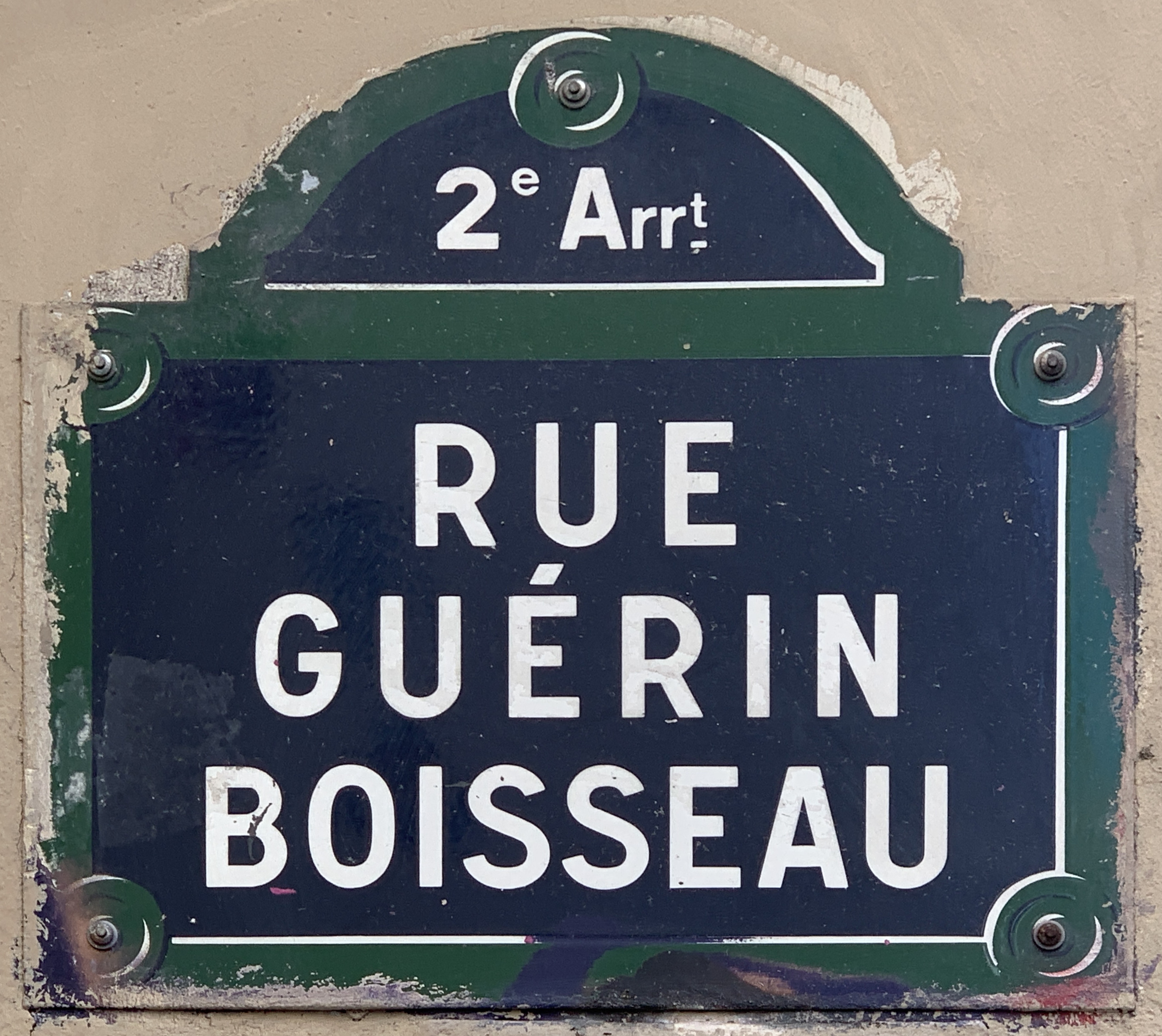
Plaque de la rue.

Cette rue porte le nom de l'un des habitants de la rue au XIIIe siècle.

## Historique
Cette voie existait en 1250 sous le nom de « vicus Guerini Bucelli », du nom d'un certain Guérin Boucel qui y habitait. Elle a été par la suite appelée « rue Guérin-Boucel », puis « rue Guérin-Boissel » et enfin « rue Guérin-Boisseau ».
La rue Guérin-Boisseau délimitait l'hôpital de la Trinité. Elle reliait à l'origine la rue Saint-Denis à la rue Saint-Martin. La partie orientale de la rue a été supprimée au moment du percement de la rue Réaumur et du boulevard Sébastopol.
Elle est citée sous le nom de « rue Guérin Boisseau » dans un manuscrit de 1636.

## Pour approfondir